# Brian Skiff
| Odkryte planetoidy: 62 | Odkryte planetoidy: 62 |
| ---------------------- | ---------------------- |
| (2525) O’Steen         | 2 listopada 1981       |
| (2557) Putnam          | 26 września 1981       |
| (2588) Flavia          | 2 listopada 1981       |
| (2864) Soderblom       | 12 stycznia 1983       |
| (2881) Meiden          | 12 stycznia 1983       |
| (3140) Stellafane      | 9 stycznia 1983        |
| (3153) Lincoln         | 28 września 1984       |
| (3154) Grant           | 28 września 1984       |
| (3155) Lee             | 28 września 1984       |
| (3256) Daguerre        | 26 września 1981       |
| (3325) TARDIS          | 3 maja 1984            |
| (3434) Hurless         | 2 listopada 1981       |
| (3505) Byrd            | 9 stycznia 1983        |
| (3617) Eicher          | 2 czerwca 1984         |
| (3637) O’Meara         | 23 października 1984   |
| (3684) Berry           | 9 stycznia 1983        |
| (3706) Sinnott         | 28 września 1984       |
| (3807) Pagels          | 26 września 1981       |
| (3819) Robinson        | 12 stycznia 1983       |
| (3841) Dicicco         | 4 listopada 1983       |
| (3872) Akirafujii      | 12 stycznia 1983       |
| (4078) Polakis         | 9 stycznia 1983        |
| (4147) Lennon          | 12 stycznia 1983       |
| (4149) Harrison        | 9 marca 1984           |
| (4150) Starr           | 31 sierpnia 1984       |
| (4193) Salanave        | 26 września 1981       |
| (4201) Orosz           | 3 maja 1984            |
| (4336) Jasniewicz      | 31 sierpnia 1984       |
| (4690) Strasbourg      | 9 stycznia 1983        |
| (4692) SIMBAD          | 4 listopada 1983       |
| (4932) Texstapa        | 9 marca 1984           |
| (5460) Tsénaat'a'í     | 12 stycznia 1983       |
| (5945) Roachapproach   | 28 września 1984       |
| (6083) Janeirabloom    | 25 września 1984       |
| (6115) Martinduncan    | 25 września 1984       |
| (6173) Jimwestphal     | 9 stycznia 1983        |
| (6229) Tursachan       | 4 listopada 1983       |
| (6370) Malpais         | 9 marca 1984           |
| (6690) Messick         | 25 września 1981       |
| (7393) Luginbuhl       | 28 września 1984       |
| (7863) Turnbull        | 2 listopada 1981       |
| (8147) Colemanhawkins  | 25 września 1984       |
| (8994) Kashkashian     | 6 listopada 1980       |
| (10039) Keet Seel      | 2 czerwca 1984         |
| (10715) Nagler         | 11 września 1983       |
| (11823) Christen       | 2 listopada 1981       |
| (11831) 1984 SF3       | 28 września 1984       |
| (13001) Woodney        | 2 listopada 1981       |
| (13006) Schwaar        | 12 stycznia 1983       |
| (13487) 1981 VN        | 2 listopada 1981       |
| (15398) 1997 UZ23      | 30 października 1997   |
| (29127) 1985 FF2       | 24 marca 1985          |
| (30769) 1984 ST2       | 25 września 1984       |
| (43754) 1983 AA        | 9 stycznia 1983        |
| (58621) 1997 UR23      | 27 października 1997   |
| (90947) 1997 UD24      | 30 października 1997   |
| (100634) 1997 UE24     | 30 października 1997   |
| (147952) 1984 BY3      | 26 stycznia 1984       |
| (152649) 1997 UX22     | 25 października 1997   |
| (257528) 1997 UY22     | 25 października 1997   |
| (551378) 2013 CF28     | 27 grudnia 1997        |
| (567496) 2001 US233    | 27 października 1997   |
| 1.                     |                        |

Brian A. Skiff – amerykański astronom, zajmujący się głównie astrometrią.

## Życiorys
Ukończył studia na Uniwersytecie Północnej Arizony w 1977 roku. Przez prawie 40 lat pracował w Obserwatorium Lowella. Brał udział w projekcie LONEOS, poszukującym obiektów zagrażających Ziemi.
Odkrył kilkanaście komet (np. 114P/Wiseman-Skiff, 140P/Bowell-Skiff, 223P/Skiff), a także 62 planetoidy (58 samodzielnie oraz 4 wspólnie z Normanem Thomasem). Odkrył m.in. trojańczyka (15398) 1997 UZ23 oraz planetoidę z grupy Atiry – 2004 JG6. Na jego cześć nazwano planetoidę (2554) Skiff.